# هری چپمن (بازیکن فوتبال، زاده۱۸۸۰)
هری چپمن (انگلیسی: Harry Chapman; ۲۳ فوریهٔ ۱۸۸۰ – ۲۹ سپتامبر ۱۹۱۶) بازیکن فوتبال اهل پادشاهی متحد بریتانیای کبیر و ایرلند بود.
از باشگاه‌هایی که در آن بازی کرده‌است می‌توان به باشگاه فوتبال شفیلد ونزدی، باشگاه فوتبال هال سیتی، و باشگاه فوتبال وورکساپ تاون اشاره کرد.